# 府中警察署 (広島県)

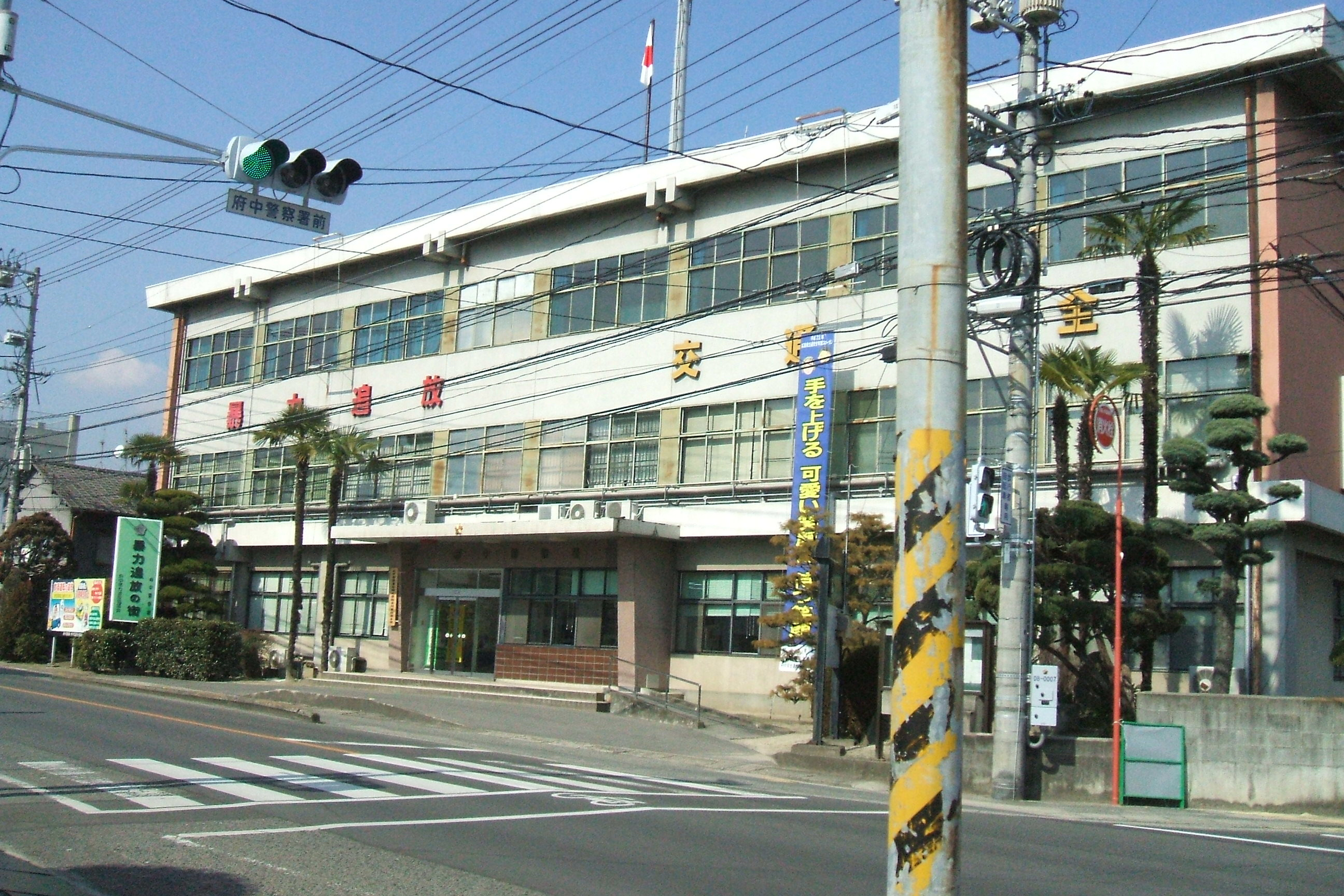
府中警察署庁舎外観（2010年）

府中警察署（ふちゅうけいさつしょ）は、広島県警察が管轄する警察署の一つである。府中市全域を管轄区域としている。

## 所在地
- 広島県府中市鵜飼町542番地3

## 管轄区域
- 府中市

## 沿革
- 1876年6月 福山警察出張所二番屯所が設置される。
- 1877年2月 福山警察署府中分署に改称。
- 1886年11月 府中警察署に昇格。
- 1948年1月 芦品地区警察署に改称。
- 1954年7月 広島県府中警察署に改称。
- 2004年4月1日 甲奴郡甲奴町が新設（対等）合併により三次市となったため、同区域を三次警察署へ移管。
- 2005年3月31日 甲奴郡総領町が新設（対等）合併により庄原市となったため、同区域を庄原警察署へ移管。
- 2008年4月1日 福山北警察署開設されたことに伴い府中警察署の管轄区域のうちの福山市域分が福山北警察署へ移管。

## 警察署直轄区域
- 府中市のうち鵜飼町、栗柄町、桜が丘一丁目～三丁目、高木町、中須町、広谷町、用土町

## 交番
（）の中は所在地。
- 駅前交番（府中市府川町）
  - 府中市のうち出口町、土生町、府川町、府中町、元町、本山町
- 上下交番（府中市上下町上下）
  - 府中市のうち上下町有福、上下町井永、上下町岡屋、上下町小塚、上下町小堀、上下町佐倉、上下町階見、上下町上下、上下町二森、上下町水永

## 警察官駐在所
（）の中は所在地。
- 目崎警察官駐在所（府中市目崎町）
  - 府中市のうち荒谷町、上山町、河南町、河面町、三郎丸町、篠根町、僧殿町、父石町、目崎町
- 河佐警察官駐在所（府中市久佐町）
  - 府中市のうち小国町、河佐町、久佐町、諸毛町
- 協和警察官駐在所（府中市木野山町）
  - 府中市のうち阿字町、木野山町、斗升町、行縢町
- 矢野警察官駐在所（府中市上下町矢野）
  - 府中市のうち上下町国留、上下町深江、上下町松崎、上下町矢多田、上下町矢野